# Русько-Юрмаська сільська рада
Ру́сько-Юрма́ська сільська рада (рос. Русско-Юрмашский сельский совет) — муніципальне утворення у складі Уфимського району Башкортостану, Росія. Адміністративний центр — село Руський Юрмаш.
2004 року до складу сільради зі складу Октябрського району Уфи була передана територія площею 5,5 км².

## Населення
Населення — 5575 осіб (2019, 2097 в 2010, 1605 в 2002).

## Склад
До складу поселення входять такі населені пункти:
| Населений пункт     | Населення, осіб (2002) | Населення, осіб (2010) |
| ------------------- | ---------------------- | ---------------------- |
| Бурцево, присілок   | 140                    | 217                    |
| Крючовка, присілок  | 12                     | 11                     |
| Руський Юрмаш, село | 1120                   | 1198                   |
| Шамоніно, присілок  | 25                     | 258                    |
| Шмідтово, присілок  | 296                    | 406                    |
| Южна, присілок      | 12                     | 7                      |